# Тарік Азіз
Та́рік Азі́з (араб. طارق عزيز; Ṭāriq ʿAzīz; сир. ܜܪܩ ܥܙܝܙ) ім'я при народженні: Міха́їл Ю́ханна (араб. ميخائيل يوحنا Mīḫāʾīl Yūḥannā; *28 квітня 1936, Каракош — 5 червня 2015) — міністр закордонних справ (1983—1991) та прем'єр-міністр (1979—2003) Іраку, близький радник екс-президента Іраку Саддама Хусейна. Їхня співпраця розпочалася в 1950-их, коли обоє були активістами Баасу.

## Життєпис
Народився в християнській сім'ї.
У 1957 році закінчив відділення англійської мови філологічного факультету Багдадського університету та почав працювати вчителем англійської мови та літератури; того ж року влаштувався працювати у газету «Аль-Джамахир» і вступив у партію «Баас», був редактором підпільних газет. Служив у армії.
Навесні 2003 року після початку військової кампанії в Іраку Тарік Азіз добровільно здався військам коаліції. Відтоді він кілька разів поставав перед судом і був засуджений до тривалих термінів тюремного ув'язнення за злочини, вчинені під час правління Саддама Хусейна. Зокрема, 2009 року його засудили до 7 років позбавлення волі за звинуваченням у причетності до насильницької депортації курдів у 1980-х роках на півночі країни. Крім цього, екс-прем'єру інкримінували вбивство 42 торговців, страчених на початку 1990-х років за спробу штучно роздути ціни на продовольство в умовах економічної блокади.
Родичі й адвокат колишнього віце-прем'єра неодноразово просили звільнити його з в'язниці через погане здоров'я: у Азіза хворі легені, діабет і гіпертонія, серйозні проблеми із серцем. Проте суд вирішив, що погане здоров'я не звільняє людину від відповідальності. У січні 2010 року Азіз переніс обширний інсульт, в результаті якого на час втратив здатність говорити.
26 жовтня 2010 року черговий суд над Азізом закінчився винесенням йому смертного вироку за участь у розправах над мусульманами-шиїтами в 1999 році. У відповідь на це Тарік Азіз розпочав голодування.
Також президент Іраку Джалаль Талабані заявив, що не буде підписувати указ про приведення у виконання смертного вироку, аргументуючи своє рішення похилим віком Азіза і своєю симпатією до нього, як до іракського християнина.
29 листопада 2010 року іракський суд визнав Азіза винним у злочинах проти шиїтських курдів і засудив його на ще 10 років ув'язнення. Винесений раніше смертний вирок було замінено на 10 років ув'язнення у зв'язку з його меншим залученням у скоєнні злочинів, ніж у його спільників.